# Toda-porto-riquenha
A toda-porto-riquenha (Todus mexicanus) é uma espécie de ave da família das todas, que é endêmica de Porto Rico. É conhecido localmente em espanhol como "San Pedrito" ("São Pedrinho") e "medio peso" ("meio peso").

## Dieta
A toda-porto-riquenha é principalmente insetívora (85,9% de sua dieta). Alimenta-se de gafanhotos, grilos, tesourinhas, libélulas, moscas, besouros, aranhas (8,2%) e ocasionalmente pequenos lagartos (3,5%) e sapos. São considerados comedores vorazes.

## Reprodução

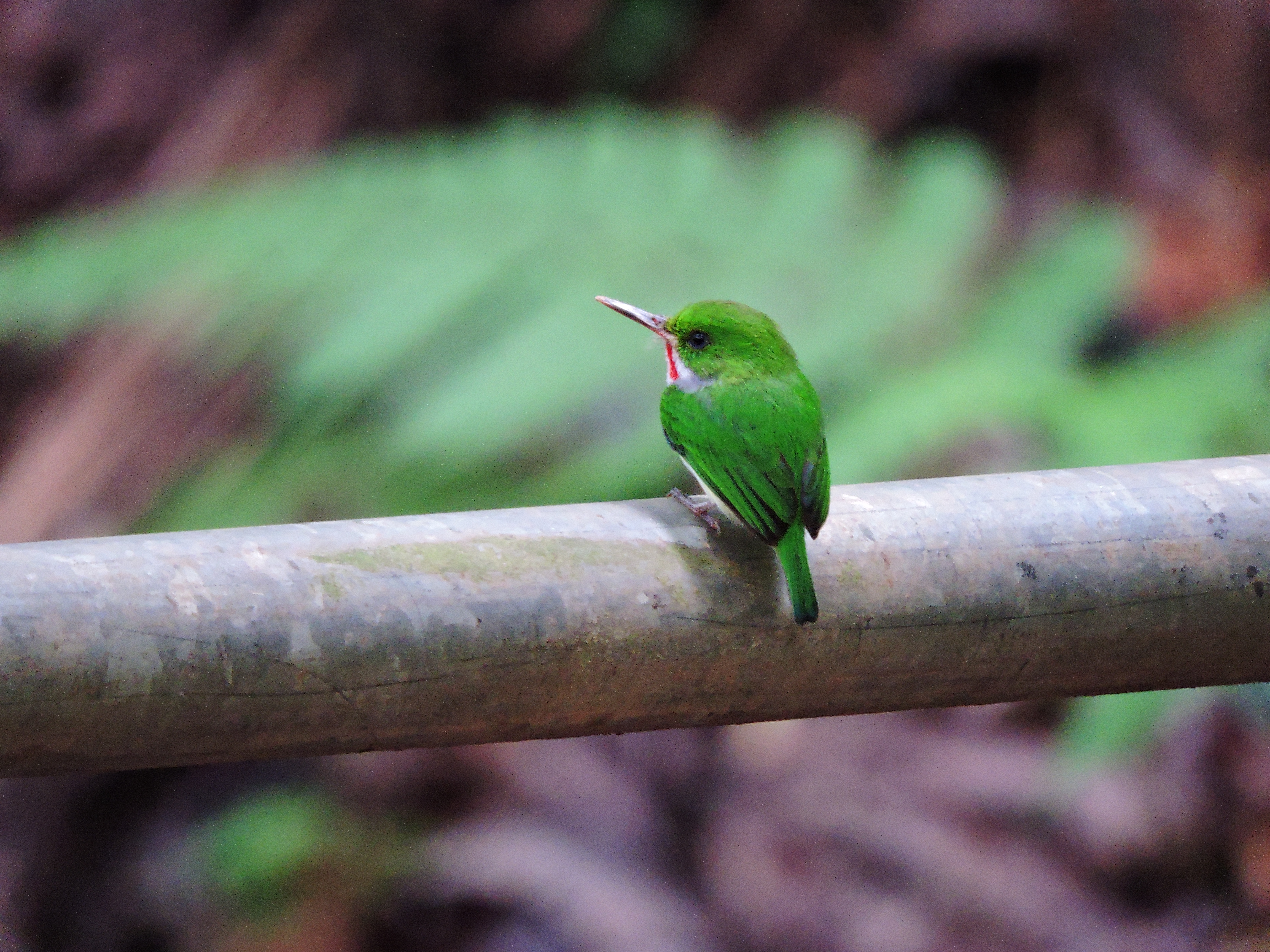

A espécie tem ninhadas únicas e é monogâmica. Seu cortejo atinge seu pico entre fevereiro e maio e ocorre na área de reprodução, não muito longe do local de nidificação. O ritual consiste em perseguir uns aos outros enquanto chacoalham as asas. Tanto o macho quanto a fêmea alcançam uma exibição de "flanco" antes de copular, onde eles afofam seus flancos, causando uma aparência de bola esférica. A fêmea levanta o rabo e entra em uma postura submissa para facilitar a cópula. Durante o namoro sua vocalização torna-se agitada e acelerada.

## Estado e conservação

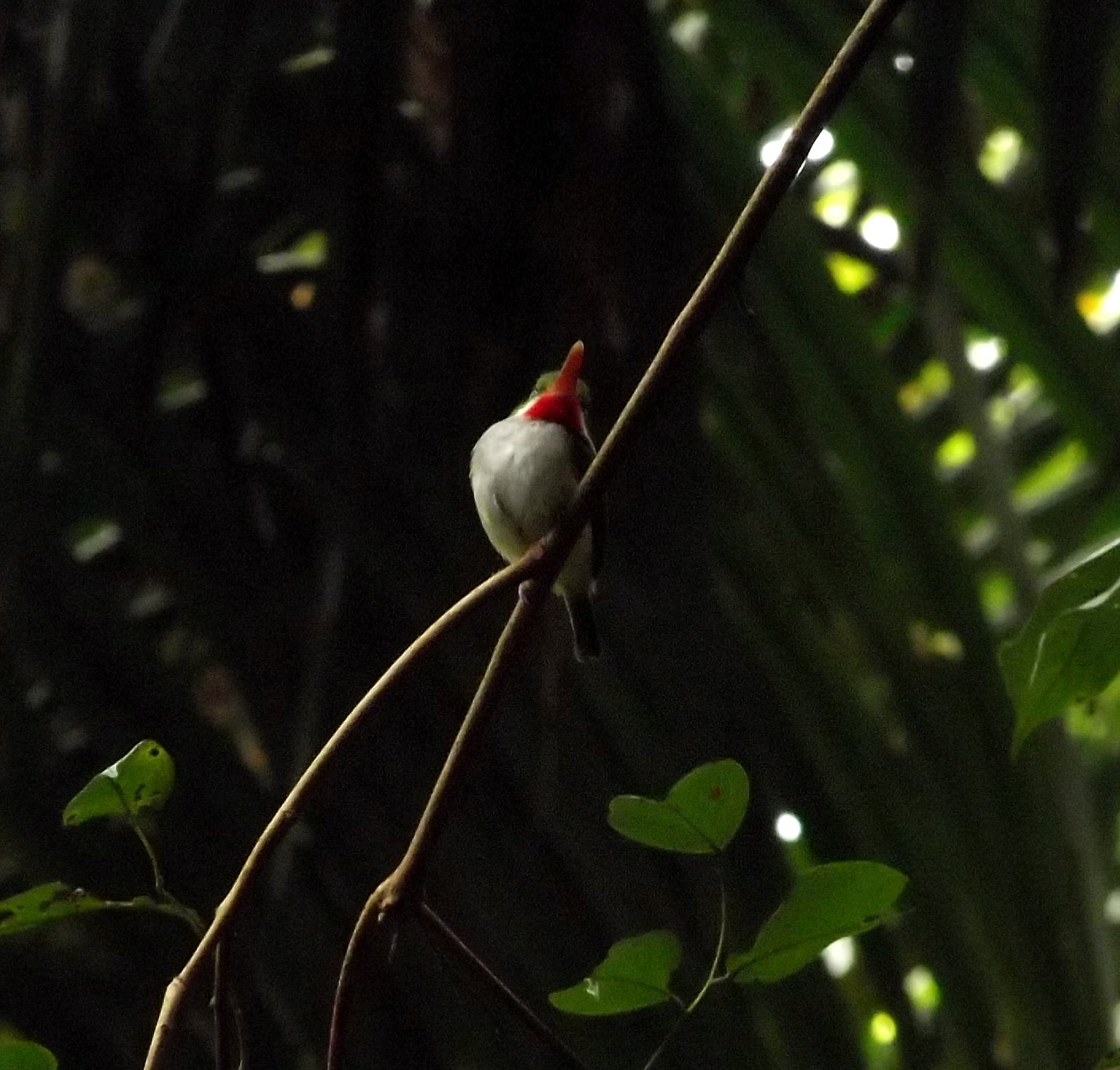

Esta toda é uma espécie endêmica comum na ilha de Porto Rico. Atualmente, é classificado como pouco preocupante pela IUCN. No passado, a toda-porto-riquenha sofria de predação humana, pois era capturada como alimento. Atualmente sofre de predação por mangustos-indianos introduzidos. Outras ameaças incluem a destruição do habitat e as plantações de café.